# Karlstor
La Karlstor (jusqu'en 1791 « Neuhauser Tor ») est la porte de ville à l'ouest de la ville historique de Munich.

## Emplacement
La Karlstor se situe à l'extrémité ouest de Neuhauser Straße, sur la route est-ouest au sein de la ville. Devant la Karlstor, il y a la Karlsplatz (Stachus), faisant partie de l'Altstadtring, l'un des points les plus fréquentés de Munich.

## Histoire

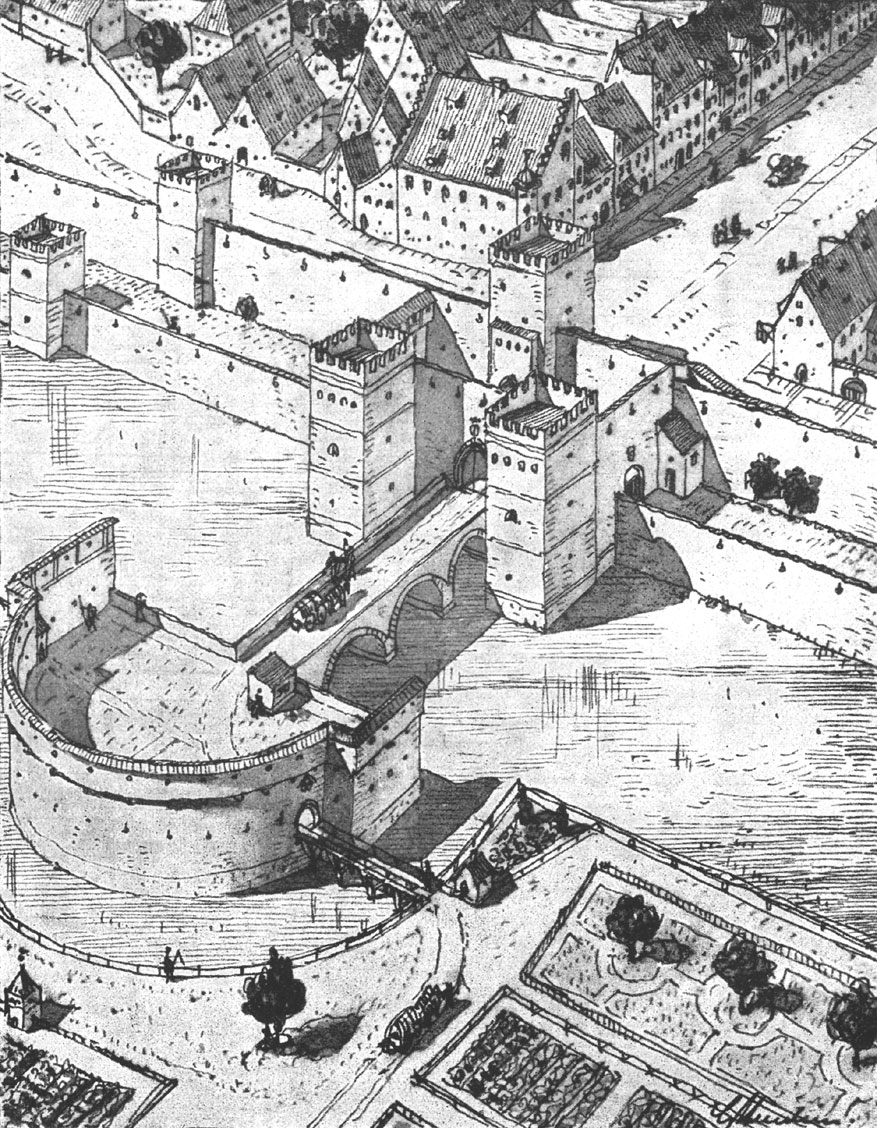
Représentation de la Karlstor au Moyen Âge (dessin de Gustav Steinlein en 1910)

La Karlstor est construite en même temps que la seconde fortification autour de la ville de 1285 à 1347. Elle est évoquée pour la première fois dans un document de 1302. Elle est ensuite élargie et renforcée. Lors des travaux de construction du centre commercial en 1970, un tunnel en brique de maçonnerie est découvert : il servait auparavant à l'évacuation des soldats ou des civils, qui pouvaient ainsi passer derrière les lignes ennemies.

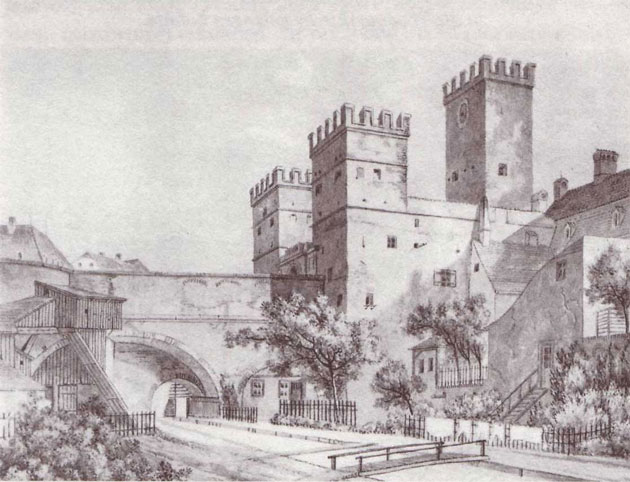
La Karlstor en 1820

En 1791, Benjamin Thompson, comte de Rumford, commandant de l'armée bavaroise sous les ordres de l'électeur de Bavière Charles Théodore, fait élever les tours de flanquement et rebaptise le bâtiment « Karlstor ».

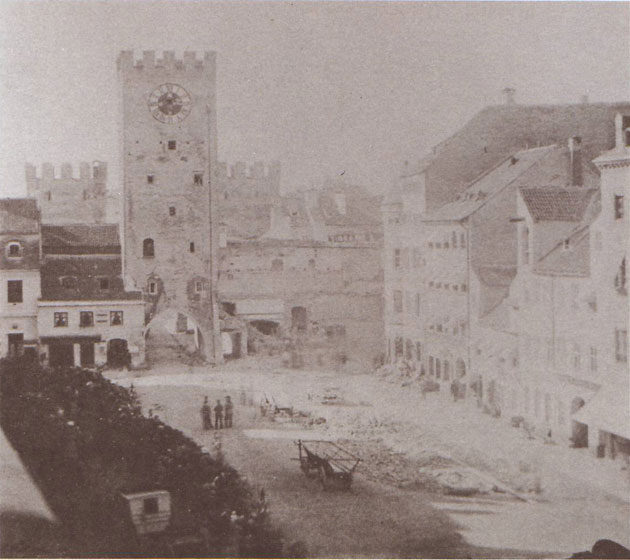
La Karlstor après l'explosion en 1857

En 1857, une explosion survient dans les stocks de poudre situés dans une annexe de la tour principale, qui est détruite par le souffle. Seules restent les deux tours. Arnold Zenetti (de) qui dirige les travaux de reconstruction en 1981 et 1862 se contente d'un pont entre elles.
Lors de la construction de la rotonde de la Karlplatz en 1899 et 1900, Gabriel von Seidl redessine les tours de flanquement. Gravement endommagée au cours de la Seconde Guerre mondiale, la Karlstor est reconstruite à nouveau de façon un peu plus simplifiée.
Avec l'Isartor et la Sendlinger Tor, la Karlstor est l'une des trois portes de la ville historique encore existantes. L'Angertor (de) et la Schwabinger Tor (de) n'existent plus.

## Stèles

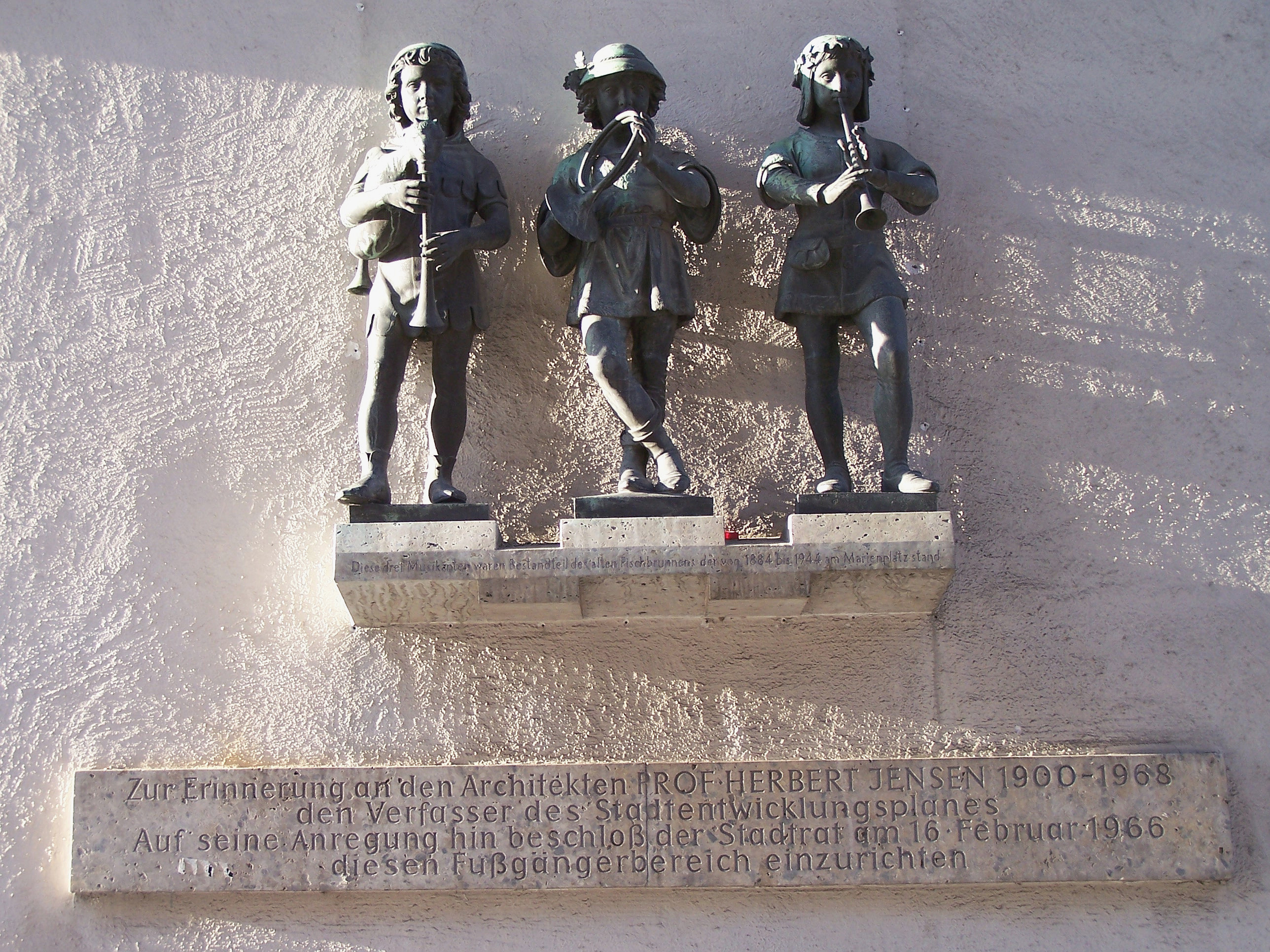
Les trois enfants musiciens

Au nord-ouest est posée une stèle en mémoire de Herbert Jensen qui a créé la place piétonne. Elle reprend les statues des trois enfants musiciens de la Fontaine des poissons (de) qui n'ont pas été réutilisées lors de sa reconstruction de la fontaine par Josef Henselmann en 1954.

## Source, notes et références
- (de) Cet article est partiellement ou en totalité issu de l’article de Wikipédia en allemand intitulé « Karlstor (München) » (voir la liste des auteurs).